# 桑特 (北部省)
桑特（法語：Santes，法語發音：[sɑ̃t]）是法国上法兰西大区北部省的一个市镇，位于该省中东部，省会里尔市区西南，属于里尔区和里尔欧洲都会区。

## 地理
桑特（50°35'36"N, 2°57'44"E）面积7.57 平方千米，位于法国上法蘭西大區北部省，该省份为法国最北部的省份及最长的省份，西北濒北海，西接加来海峡省，南至埃纳省和索姆省，东与比利时接壤。
与桑特接壤的市镇（或旧市镇、城区）包括：阿莱讷莱欧布尔丹、博康-利尼、欧布尔丹、乌普兰-昂夸讷、瓦夫兰、贡德库尔。
桑特的时区为UTC+01:00、UTC+02:00（夏令时）。

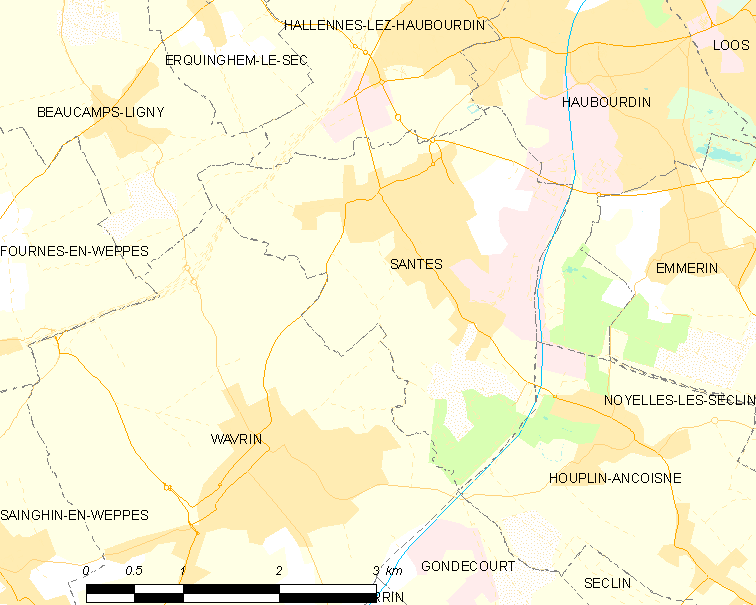
桑特的OSM定位图

## 行政
桑特的邮政编码为59211，INSEE市镇编码为59553。

## 政治
桑特所属的省级选区为里尔第六县。

## 人口

1962-2008年间桑特人口变化图示

桑特于2022年1月1日时的人口数量为5656人。